# کالماشوو
کالماشوو (انگلیسی: Kalmashevo) یک شهرک در شهرستان چیشمینسکی در استان باشقیرستان کشور روسیه است.